# New York Cosmos (2010)
O New York Cosmos é um clube de futebol profissional americano sediado em Uniondale, Nova York, que disputa atualmente a National Independent Soccer Association. O clube jogou na North American Soccer League (NASL) entre 2013 e 2017.  A formação atual da equipe e organização, estabelecida desde agosto de 2010, é um clube fênix  do original New York Cosmos (1970-1985) que jogou na anterior North American Soccer League (1968-1984), a antiga primeira divisão do futebol norte-americano.
O grupo de proprietários do Cosmos é chefiado pelo presidente Rocco B. Commisso. Pelé é o presidente honorário do time.
A equipe ganhou o Soccer Bowl em 2013 , 2015 e 2016 .  Depois da NASL entrar em hiato devido ao cancelamento da tempor ada de 2018, a equipe reserva o Cosmos disputou a National Premier Soccer League de 2018. Em 2019 a equipe junto com outras 10 equipes disputou a NPSL Founders Cup. e posteriormente se juntou a recém-criada National Independent Soccer Association em 2020.

## História

### 2013–2015: retorno do Cosmos
O Cosmos anunciou em 12 de julho de 2012 que iniciaria a competir na North American Soccer League, mas insistiu no mesmo comunicado de imprensa de que o clube ainda estava decidido a se unir à MLS.  Em novembro, Erik Stover foi contratado como diretor de operações do clube.  Stover já havia sido diretor do New York Red Bulls, durante o qual ele foi nomeado Executivo do Ano da MLS, e foi visto como fundamental para a construção do estádio .  Na semana seguinte, Giovanni Savarese foi confirmado como o primeiro treinador da equipe.  Em 11 de dezembro, o ex-zagueiro do Red Bulls Carlos Mendes , natural de Long Island , tornou-se o primeiro jogador do Cosmos.
O Cosmos iniciou bem na NASL, vencendo o Fall Season Championship com um recorde de 9–4-1 (Vitória-Empate-Perda).  Em 9 de novembro de 2013, a equipe emergiu como vencedora do Soccer Bowl 2013 , vencendo por 1 a 0 contra os campeões da temporada da primavera, o Atlanta Silverbacks .  Em junho de 2015, o New York Cosmos jogou um amistoso contra a equipe nacional cubana , o primeiro clube profissional americano a jogar em Cuba depois que os Estados Unidos começaram a normalizar as relações com a nação insular.

### 2016 – presente: lutas financeiras e venda
Em novembro de 2016, houve relatos de que a equipe estava em péssima situação financeira, incluindo folgas de 60% a 80% da equipe e incapacidade de fazer folha de pagamento.  Relatórios posteriores indicaram que o Cosmos havia perdido mais de trinta milhões de dólares desde o início do jogo em 2013, incluindo até 10 milhões de dólares em 2016.
Em 6 de dezembro de 2016, vários meios de comunicação começaram a relatar que o Cosmos havia liberado todos os jogadores e equipe técnica de seus contratos.  Os apoiadores do Cosmos lançaram uma campanha online para arrecadar fundos para os funcionários afetados.  Em 9 de dezembro, a maioria dos funcionários do clube foi oficialmente demitida.

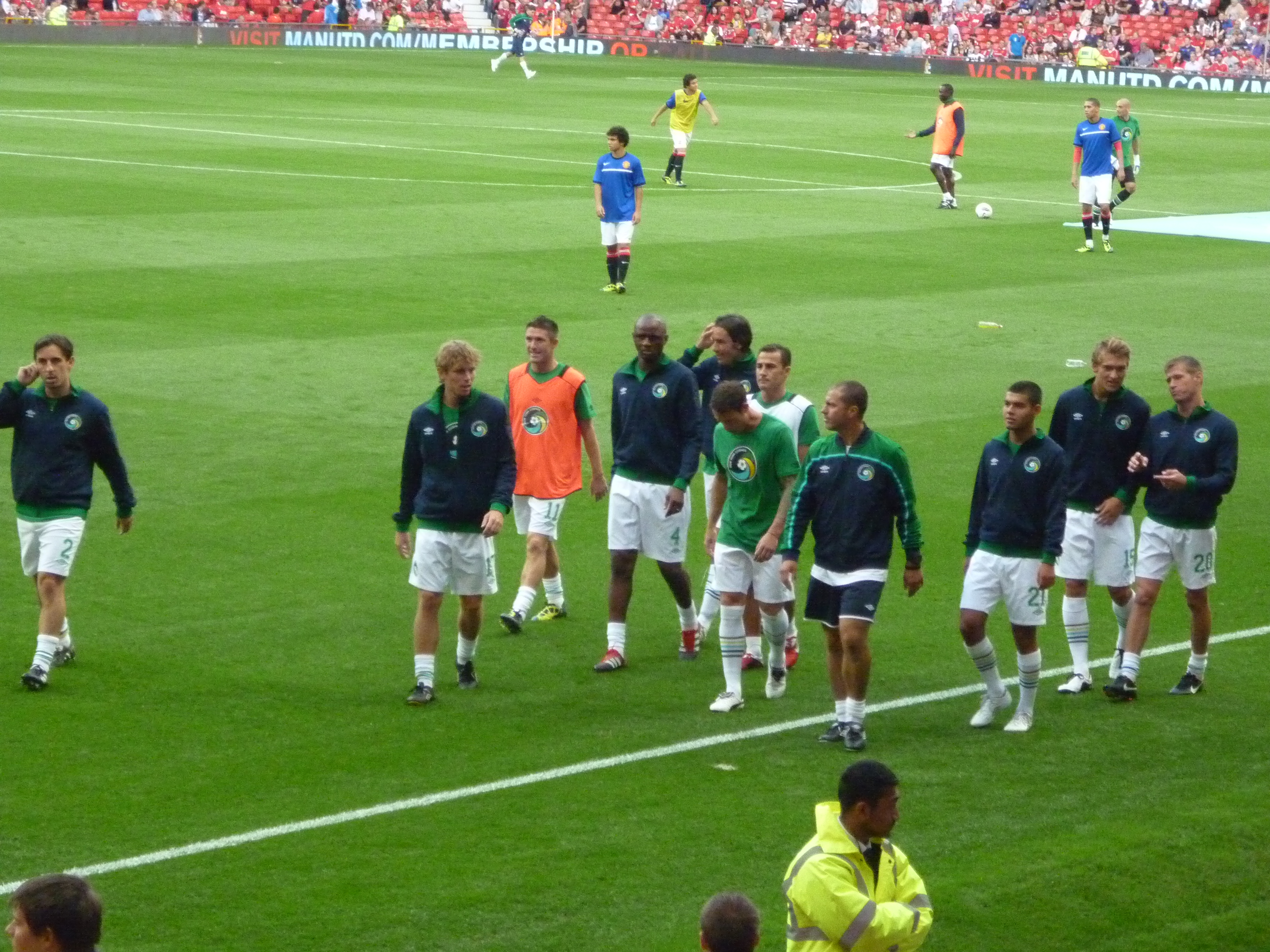
O novo Cosmos em um amistoso contra o Manchester United em Agosto de 2011

Em uma entrevista ao The Guardian , O'Brien admitiu as perdas financeiras, mas negou que o clube corra o risco de sair do negócio, insistindo que eles tinham "dívida zero". O Empire of Soccer apontou que, enquanto O'Brien estava dizendo isso, o Cosmos estava sendo processado por mais de US $ 50 mil em aluguel não pago em seus escritórios de Garden City, em Long Island .  Apesar das declarações públicas de O'Brien, a equipe chegou a poucas horas de sair do negócio por completo, quando ele chegou a um acordo para vender a marca Cosmos a uma empresa de private equity.  Em 15 de dezembro de 2016, o dia em que O'Brien finalizaria o acordo, ele iniciou negociações com Rocco B. Commisso , um executivo de televisão a cabo com um interesse  pelo futebol.  Em 10 de janeiro de 2017, foi anunciado que a Commisso comprou a participação majoritária no Cosmos.  Seu investimento impediu que o clube e a liga desistissem e permitiu que ambos voltassem para a temporada NASL de 2017 .  A ESPN informou que O'Brien e Sela Sport mantiveram uma participação minoritária no clube, embora os defensores afirmem que a Commisso lhes assegurou que a Sela Sport não faz mais parte da propriedade.
Em 13 de dezembro de 2017, o Cosmos anunciou que o Savarese havia deixado o clube "para buscar outras oportunidades de treinamento".
Após o cancelamento da temporada de 2018 da NASL , a liga anunciou que o Cosmos faria um hiato enquanto explorava as opções para retornar ao campo em 2019.  Em setembro de 2018, o diretor de operações Erik Stover deixou o cargo de CEO de uma academia de futebol local.
Em 15 de novembro de 2018, a NPSL anunciou que o Cosmos seria um membro fundador de uma nova liga profissional, começando com uma competição "NPSL Founders Cup" de agosto a novembro de 2019, seguido por um cronograma completo da liga em 2020 em cada divisão 2 ou 3 níveis.
2025: Segundo Retorno
Em julho de 2025, o Cosmos anunciou que em 2026 ira retornar a jogar profissionalmente após quase cinco anos parado. O clube ira integrar a USL League One a terceira divisão de futebol dos Estados Unidos.
O clube contará com uma nova equipe de investidores com participação do empresário italo-americano Rocco Commisso, atual dono do clube italiano Fiorentina.

## Tentativa de entrar na Major League Soccer
Na época do retorno do Cosmos em 2010, a MLS era formada por 16 franquias, com três novas equipes a se unirem nas duas temporadas seguintes: o Vancouver Whitecaps FC e o Portland Timbers em 2011, e o Montreal Impact em 2012.  Newsday relatou no final de abril de 2011 que a liga estava comprometida em colocar a próxima franquia no bairro de Queens, em Nova York , se um acordo pudesse ser alcançado.  Terry Byrne disse em julho de 2011 que o estádio foi o maior fator em relação à adesão do Cosmos à MLS.  "A liga quer que demonstremos que somos capazes de tomar um estádio e construir um estádio", disse ele.
Trabalhando ao lado do prefeito de Nova York , Michael Bloomberg , o Cosmos buscou um local dentro dos distritos da cidade de Nova York em vez de uma cidade vizinha (o que os diferenciaria dos Red Bulls, baseados em Harrison, Nova Jersey ).  Mais de uma dúzia de locais ao redor de Queens, Bronx e Manhattan foram marcados em março de 2011, concentraram em quatro locais até o final de julho; dois no Queens e um no Brooklyn e "uptown" em Manhattan.
Além do estádio, uma questão relacionada à afiliação à MLS era a taxa de franquia que o Cosmos teria que pagar à liga.  Quando o clube anunciou pela primeira vez sua intenção de participar, o preço ficou em US $ 40 milhões, mas até o final de julho de 2011 a taxa para qualquer equipe de expansão em Nova York subiu para US $ 70 milhões, um aumento de 57% em relação ao preço de entrada pago por Montreal.  Neste momento, o clube e a liga estavam em negociações, que incluíam conversas sobre talvez começar a jogar em um estádio temporário por "dois ou três anos".  No final de 2011, o Cosmos decidiu não se candidatar a uma franquia da MLS, em parte porque eles rejeitaram a estrutura de entidade única da liga e porque não queriam renunciar aos direitos de marketing de seu nome e logotipo.
Em maio de 2013, a Major League Soccer anunciou que sua 20ª franquia seria uma equipe diferente de Nova York , o New York City FC , uma nova equipe co-controlada pelo time da Premier League Manchester City e pela equipe de beisebol New York Yankees .  O presidente do Cosmos, Seamus O'Brien, no entanto, observou que Londres tinha quatorze times profissionais de futebol , então a cidade de Nova York poderia "lidar com três".
Em fevereiro de 2014, o comissário da MLS, Don Garber, nomeou três outros mercados como candidatos para a equipe de expansão final que alcançaria a meta de 24 equipes até 2020, e em 25 de abril de 2014, disse ele aos editores de esportes da Associated Press . que não haveria uma terceira equipe de MLS em Nova York.

## Títulos
| Nacionais      | Nacionais  | Nacionais | Nacionais        |
|                | Competição | Títulos   | Temporadas       |
| -------------- | ---------- | --------- | ---------------- |
| Estados Unidos | NASL       | 3         | 2013, 2015, 2016 |

## Jogadores Históricos
- Marcos Senna 2013-2015
- Raúl 2014-15